# Chrysopa paolii
Chrysopa paolii är en insektsart som beskrevs av Navás 1927. Chrysopa paolii ingår i släktet Chrysopa och familjen guldögonsländor. Inga underarter finns listade i Catalogue of Life.